# Егембердиева, Науат
Науа́т Егемберди́ева (1917, село Уюк,Туркестанская АССР — 1986, Джамбулская область, Казахская ССР) — заведующая фермой колхоза «Кенес-Тюбе» Таласского района Джамбулской области, Казахская ССР. Герой Социалистического Труда (1948). Депутат Верховного Совета Казахской ССР 3 — 4 созывов.

## Биография
Происходит из рода Шымыр племени дулат. Родилась в 1917 году в крестьянской семье в селе Уюк Туркестанской АССР (сегодня — на территории Жамбылской области). С 1933 года трудился в сельскохозяйственной артели «Кенестюбе» (позднее — колхоз «Кенес-Тюбе», «Кзыл-Октябрь») Таласского района. С 1934 года — звеньевая хлопководческого звена в этом же колхозе. Возглавляла комсомольскую ячейку. В 1941 году назначена заведующей молочнотоварной фермой.
В первые послевоенные годы труженики фермы ежегодно выполняли план по производству молока и живому привесу. В 1947 году среднесуточный привес на каждую голову составил 1020 грамм при содержании 102 голов крупного рогатого скота на начало года. Указом Президиума Верховного Совета СССР от 23 июля 1948 года удостоена звания Героя Социалистического Труда за «достижение высоких показателей в животноводстве в 1947 году» с вручением ордена Ленина и золотой медали «Серп и Молот» (№ 2466).
Этим же Указом званием Героя Социалистического Труда были награждены председатель колхоза «Кенес-Тюбе» Байгельда Кейкиев, заведующий фермой Куртибай Джанбосынов, заведующий коневодством Шинтас Тлебаев, старшие табунщики Нуртай Бейсалиев, Тастемир Дауренбеков и старший чабан Рыскулбек Тургимбаев.
В последующие годы труженики фермы показывали высокие трудовые результаты в животноводстве. В 1952 году они вырастили 124 телят от 124 коров, в 1953 году — 171 телёнка от 171 коров. За 11 месяцев 1953 года было надоено 140 тысяч килограммов молока от 116 коров, что составило в среднем по 1200 килограммов молока от каждой коровы местной казахской породы.
Избиралась членом Джамбулского обкома партии, депутатом Верховного Совета Казахской ССР 3 — 4 созывов (1951—1958), Таласского районного и аульного Советов депутатов трудящихся.
Заведовала фермой до 1956 года. С 1959 года до выхода на пенсию — заведующая детскими яслями колхоза «Кзыл-Октябрь» Таласского района.
Проживала в Джамбулской области. Дата смерти не установлена.